# Omar Khadr
Pour les articles homonymes, voir Khadr.
Omar Ahmed Sayid Khadr (né le 19 septembre 1986), de son nom usuel Omar Khadr, est un citoyen canadien ayant été emprisonné pendant une période de 10 ans au camp de Guantánamo, dans la base navale américaine de la baie de Guantánamo située au sud-est de l'île de Cuba, à titre de détenu d'âge mineur.
Après avoir plaidé son innocence pendant des années, Omar Khadr a accepté de plaider coupable, le 25 octobre 2010, à cinq chefs d'accusation : (1) crimes de guerre, (2) meurtre du soldat américain Christopher Speer, (3) complot, (4) soutien matériel au terrorisme et (5) espionnage, en échange d'une peine réduite de sept ans de prison plus une année supplémentaire de détention à Guantánamo, les huit années qu'il y a déjà passées ne comptant pas. S'il plaidait innocent, Khadr risquait la prison à vie pour chacun de ces chefs d'accusation. Le 31 octobre 2010, le jury le condamne à 40 ans de prison. Il ne devra en purger que huit, faisant suite à l'entente entre les avocats de Khadr et ceux des États-Unis stipulant qu'il purgerait la peine la plus courte entre les huit ans de détention et la peine du jury. 
Après l'élection de Barack Obama, l'avocat David Iglesias (en), qui avait été contraint de démissionner dans des circonstances polémiques fin 2006 (en), a été chargé, en tant que membre du Judge Advocate General's Corps, de remplir la fonction de procureur à son procès.
Au Canada, son dossier judiciaire a obtenu une couverture médiatique notable en 2009 notamment pour les violations de droits qu'il aurait subies. Son procès a aussi alimenté une vive controverse en raison du refus catégorique du gouvernement canadien de le rapatrier. Omar Khadr a aussi affirmé à plusieurs reprises qu'il aurait été torturé et maltraité pendant sa détention à Guantánamo.
Le 4 août 2011, Omar Khadr change d'avocats au Canada. Il est libéré sous caution en mai 2015,. 

## Biographie
Omar Khadr est le cinquième enfant de la famille Khadr, des salafistes de Toronto. Formé à l'adolescence dans un camp d'entraînement d'Al-Qaïda, Khadr combattait en tant qu'enfant soldat aux côtés des talibans. Son père était un cadre d'Al-Qaïda et un proche d'Oussama ben Laden.
Après plusieurs mois de convalescence en détention à Begrâm, il a été transféré au camp de Guantánamo le 28 octobre 2002, où il est détenu jusqu’au 7 mai 2015. Omar Khadr a passé plus de douze années en détention, dont dix années enfermé à la base militaire de la baie de Guantánamo, à Cuba.
La justice militaire américaine lui reproche d’avoir tué le sergent Christopher Speer au moyen d’une grenade. Comme d'autres prisonniers du camp, il aurait été soumis à la torture, notamment à la privation de sommeil et à la torture par l'eau. Les autorités américaines l'ont jugé devant une cour martiale comme un adulte.
Son dossier judiciaire est un cas unique, puisque le Canada est le seul pays occidental qui ait refusé de poursuivre l'extradition d'un de ses citoyens ou son rapatriement, malgré les exigences d'Amnesty International. En avril 2009, un tribunal fédéral canadien a déclaré que le premier ministre Stephen Harper avait l'obligation de demander aux États-Unis son rapatriement, ce que ce dernier refuse de faire. Le jugement de Khadr devant les commissions militaires a été suspendu depuis la décision de l'administration Obama.
En juillet 2009, le Comité de surveillance des activités de renseignement de sécurité, un comité de surveillance du Service canadien du renseignement de sécurité, a blâmé ce dernier pour ses agissements envers Khadr pendant qu'il était interrogé par les forces armées américaines. En octobre 2010, à la suite de l'annonce du plaidoyer de culpabilité de Khadr, l'ONU et le général Roméo Dallaire intercèdent en faveur de ce dernier. Dallaire expose aussi le cas devant le Sénat canadien en 2012, où il montre que, en fonction de la Convention relative aux droits de l'enfant, convention que le Canada a contribué à promouvoir et qui est signée par 130 pays, Khadr était un « enfant soldat » et aurait dû être traité comme tel, ainsi que l'a reconnu la Cour Suprême du Canada
En novembre 2011, le gouvernement conservateur canadien ne souhaite pas rapatrier Omar Khadr. Pourtant, une entente Canada-États-Unis avait stipulé un tel rapatriement, une année après le début de la peine d’emprisonnement, débuté le 1er novembre 2010. Le ministre de la sécurité publique du Canada invoque des délais administratif de 18 mois en moyenne, avant de statuer sur un éventuel rapatriement d'Omar.
Le 29 septembre 2012, Omar Khadr fut rapatrié au Canada.
Omar Khadr est libéré sous caution le 7 mai 2015. En mai 2015, Kadhr obtient une libération sous caution et habite chez son avocat Dennis Edney. En 2016, le gouvernement canadien abandonne les procédures judiciaires à son encontre. Kadhr habite alors chez son avocat et fait des études pour devenir ambulancier paramédical.
Dans son ouvrage paru en 2023 J'accuse les tortionnaires d'Omar Khadr, l'avocat, chroniqueur et chargé de cours en droit constitutionnel Frédéric Bérard émet la thèse que Stephen Harper, alors premier ministre du Canada, s'est longtemps obstiné à ne pas rapatrier Khadr, alors que les autorités américaines souhaitaient depuis plusieurs années le retourner au Canada. Selon Bérard, cette réticence volontaire de la part du gouvernement conservateur visait à servir des fins politiques. Cela fit donc en sorte que Khadr fut emprisonné à Guantánamo beaucoup plus longtemps qu'il n'aurait dû l'être.
Le 6 juillet 2017, Khadr reçoit de la part du gouvernement canadien, dans un règlement hors cour, la somme de 10,5 millions de dollars pour avoir vu ses droits constitutionnels bafoués par le gouvernement canadien.
Il vit aujourd’hui dans la discrétion à Edmonton, en Alberta, où il est propriétaire d'un mini-centre commercial.

## Dans la culture

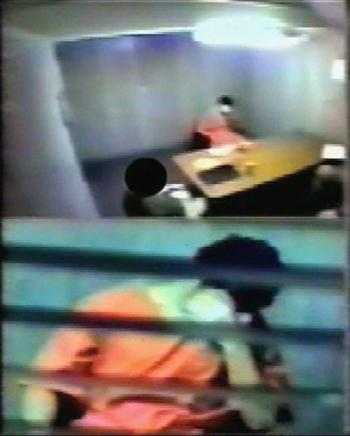
Images de l'interrogatoire d'Omar Khadr à Guantanamo, 2003.

Le 11 octobre 2008, l'émission Enquête, de la Société Radio-Canada, produit un reportage sur une enquête exhaustive sur ce qui est reproché à Omar Khadr. Lors du bombardement qui a précédé l'attaque au sol, par les Américains, Khadr a été blessé aux yeux et l'enquêteur américain a écrit qu'il se demandait comment Khadr aurait pu lancer une grenade, étant donné l'étendue des blessures qu'il avait aux yeux. Selon les photos, les blessures à la poitrine de Khadr sont des sorties de balles et qu'il a été tiré dans le dos. L'un des principaux soldats américains déclare avoir vu un combattant tirer avec un AK-47. Le soldat l'a alors abattu. Le même soldat a alors vu, dans le même couloir, Khadr, face contre un mur.  Ce soldat affirme lui avoir tiré dans le dos. De plus, l'affirmation officielle selon laquelle seul Khadr était encore vivant après le bombardement, est contredite par les soldats américains présents. Un rapport, écrit le lendemain de l'attaque, d'un des chefs de commando américain affirme que celui qui a lancé la grenade a été tué par le commando. Quelques jours après, le rapport officiel a été corrigé, pour retirer cette affirmation. Le reste du reportage relate les mauvais traitements qu'aurait subis Khadr et la vraisemblable implication des services de renseignements canadiens dans ces mauvais traitements. Alors qu'il est interné à Millhaven, Omar Khadr prépare une poursuite de 10 millions de dollars contre le gouvernement canadien.
En 2010, les cinéastes Patricio Henriquez et Luc Côté présentent Vous n'aimez pas la vérité, un film sur Omar Khadr articulé autour des enregistrements de son interrogatoire réalisé par deux agents du SCRS en 2003. L'enregistrement, qui s'étale sur quatre jours, dure près de huit heures.  À travers cet interrogatoire, les cinéastes donnent la parole à des intervenants qui ont été impliqués de près avec Omar Khadr, notamment des prisonniers qui ont été en contact avec lui pendant leurs séjours respectifs et qui sont aujourd'hui libres. Le film prend position en faveur de sa libération, Khadr étant le seul ressortissant d'un pays occidental encore en détention à la prison de Guantanamo.
La professeure de droit international Fannie Lafontaine se réjouit que les questions liées au dossier fortement médiatisé de Khadr aient fini par être débattues devant des « tribunaux indépendants et impartiaux », considérant que « l'acharnement politique à s'immiscer dans le débat aurait de quoi ébranler notre confiance en l'État de droit ».